# Cyraneczka płowa
Cyraneczka płowa (Anas capensis) – gatunek ptaka z rodziny kaczkowatych (Anatidae). Występuje nieregularnie na terenie Afryki Subsaharyjskiej w trzech subpopulacjach; nie wyróżnia się podgatunków. Nie jest zagrożony wyginięciem.

## Taksonomia
Po raz pierwszy gatunek opisał Johann Friedrich Gmelin w 1789. Holotyp pochodził z Przylądka Dobrej Nadziei. Autor nadał cyraneczce płowej nazwę Anas capensis. Jest ona obecnie (2020) podtrzymywana przez Międzynarodowy Komitet Ornitologiczny. Uznaje on cyraneczkę płową za gatunek monotypowy, podobnie jak autorzy HBW i Clements Checklist of Birds of the World.
Dawniej niektórzy autorzy umieszczali cyraneczkę płową w rodzaju Nettion.

## Morfologia
Długość ciała cyraneczki płowej wynosi około 44–48 cm; masa ciała samców (n=31) – 352–502 g ze średnią 419 g, samic (n=25) – 316–451 g ze średnią 380 g. Przeważnie u samców można dostrzec niewielki czub na karku. Upierzenie w większości jednolicie szare. Wyróżnia się ciemniejszy, bardziej brązowy grzbiet. Boki ciała plamkowane. Lusterko szmaragdowozielone z białym obrzeżeniem. U samca dziób ma barwę jaskraworóżową, nasada jest czarna; u samic – podobnie, jedynie w bardziej matowych odcieniach. Samice wyróżniają się również nieco ciemniejszą głową. Nogi matowo żółtawe. Tęczówka od jasnobrązowej po pomarańczowoczerwoną.
Cyraneczki płowe są łatwe do rozpoznania dzięki połączeniu ogólnie jasnego upierzenia, jednolitego ubarwienia głowy oraz charakterystycznego wyglądu lusterka. Marmurki (Marmaronetta angustirostris) odróżniają od nich nieznacznie większe rozmiary ciała, ciemna plama po bokach głowy i brak lusterka.

## Zasięg występowania
Zasięg występowania cyraneczki płowej jest nieregularny, obejmuje część Afryki Subsaharyjskiej. Jedna z subpopulacji zasiedla Czad, Niger i część Nigerii – położone po części w Kotlinie Czadu. Skupiona jest w okolicy jeziora Czad. Być może jej przedstawiciele prowadzą nomadyczny tryb życia – przygodne obserwacje pochodzą między innymi z Ghany, południowej Libii i z Sudanu, w którym być może cyraneczka płowa gniazdowała. Według informacji z połowy lat 50. XX wieku jedyne ówcześnie znane pewne obserwacje pochodziły ze zbiorników z okolic Al-Faszir i z Dżabal Marra, gdzie owe ptaki gniazdowały.
Druga subpopulacja występuje na obszarze od Etiopii na południe przez Kenię po Tanzanię i przyległe państwa, wzdłuż wschodniej części Wielkich Rowów Afrykańskich. W Etiopii cyraneczki płowe występują na południe od równoleżnika 9°30’N.
Zasięg występowania trzeciej subpopulacji obejmuje Afrykę Południową. Jej przedstawiciele zamieszkują Angolę, środkową i nadbrzeżną część Namibii, Botswanę, Zimbabwe i Południową Afrykę. W północnej Botswanie i zachodnim Zimbabwe cyraneczki płowe występują głównie w okolicach solnisk skupionych w regionie Makgadikgadi, wzdłuż transgranicznej rzeki Nata, dalej po płaskowyż Matabele w Zimbabwe i przygraniczny Park Narodowy Hwange.

## Ekologia i zachowanie
Cyraneczki płowe preferują płytkie wody słonawe i słone, jak te obecne w solniskach, lagunach, estuariach i równiach pływowych (wattach). Występują również w wodach słodkich, w pobliżu rzek i wybrzeży, w okolicach tam. Pojawiają też się na jeziorach sodowych. Przynajmniej w południowej części Afryki wykorzystują również osadniki. Spotykane są tam też na jeziorach typu vlei; nazwa ta stosowana jest głównie w Południowej Afryce.

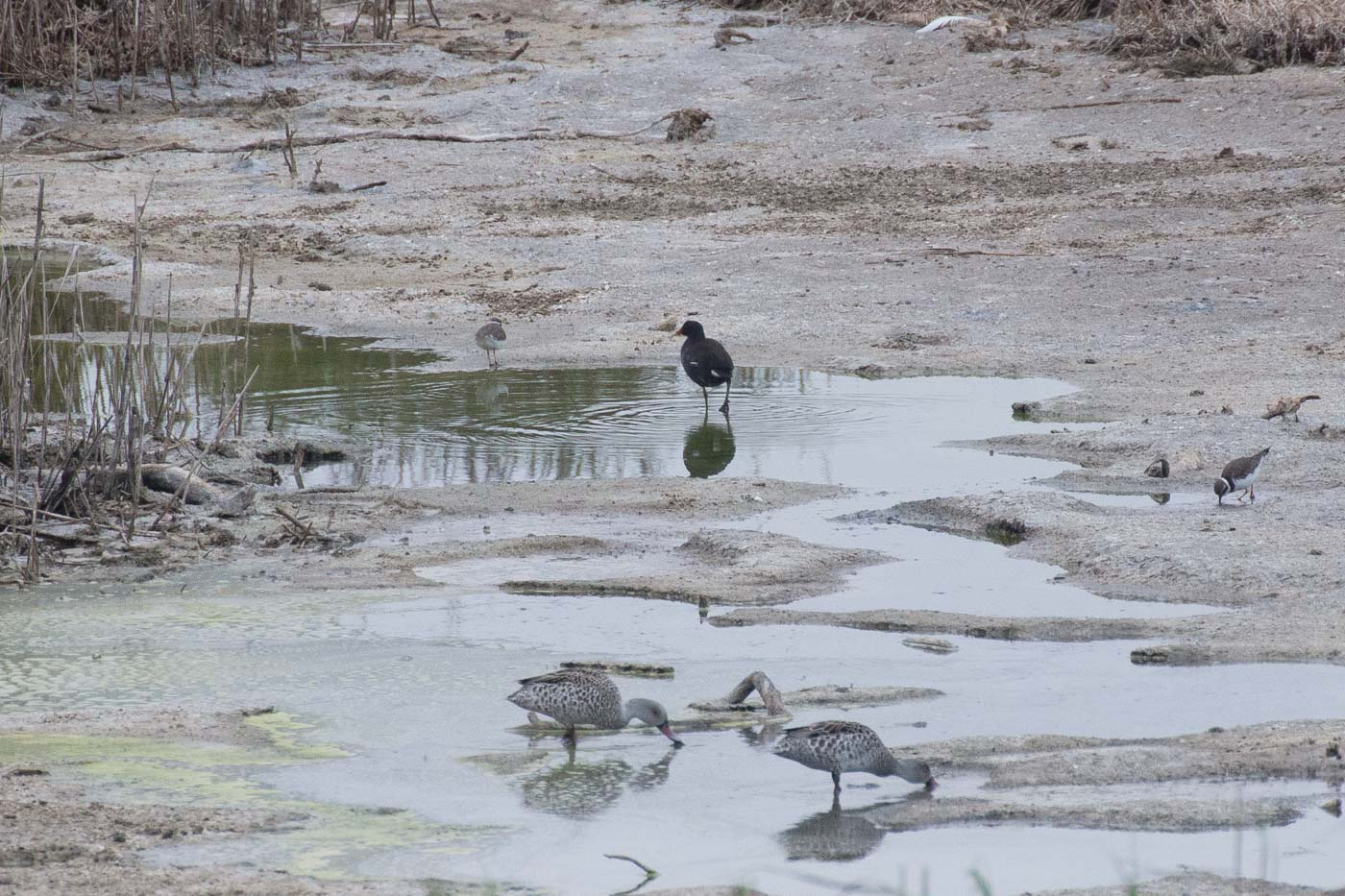
Żerujące cyraneczki płowe, kokoszki (Gallinula chloropus) i sieweczki obrożne (Charadrius hiaticula), zachodnia Namibia

W Etiopii cyraneczki płowe odnotowywane były do 2420 m n.p.m.; według innego źródła na obszarze Wielkiego Rowu Wschodniego mają występować od terenów nizinnych do 1700 m n.p.m. Przeważnie obserwowane są w parach lub niewielkich grupach, jednak w okresie pierzenia mogą łączyć się w stada złożone z kilkuset osobników. Pożywieniem cyraneczek płowych są głównie bezkręgowce, około ¼ pokarmu stanowi materia roślinna. Żerują zwykle nad ranem (7–9) i po południu (15–17). Zbierają pokarm z powierzchni wody i tuż spod niej, zanurzając głowę i szyję.

### Lęgi
W całym zasięgu występowania okres lęgowy związany jest z pojawianiem się intensywnych opadów deszczu i związanej z nimi obfitości pożywienia. W Etiopii zniesienia stwierdzano w styczniu, od marca do maja i od września do października. Okres lęgowy w Sudanie trwa od czerwca do września, w Kenii – od kwietnia do maja, W Tanzanii – w sierpniu. W Południowej Afryce największe nasilenie lęgów przypada na okres od czerwca do listopada, stwierdzano je jednak cały rok. W Botswanie większość zniesień notowano od kwietnia do sierpnia. Cyraneczki płowe przeważnie są monogamiczne, niektóre pary utrzymują się kilka lat; obserwowano jednak przypadki poligamii. Ich toki są dość złożone. Regularnie odnotowuje się wymuszanie kopulacji.
Zwykle gniazda poszczególnych par są rozproszone, w większym zagęszczeniu budowane są na wyspach. Mają formę zagłębienia w ziemi obficie wyściełanego puchem i ukrytego wśród roślinności, która w miejscach ze szczególnie gęstym podszytem tworzy „tunel” prowadzący do gniazda. Ukończenie gniazda zajmuje 2–10 dni; miejsce na nie wybiera samica. Zniesienie zawiera od 5 do 11 jaj (rzadko do 15) o wymiarach 43–56,8 mm na 31–45,5 mm, składanych w jednodniowych odstępach. Samica wysiaduje je sama przez 26 do 30 dni. Młode są w pełni opierzone po 42–56 dniach życia. Opiekują się nimi obydwoje rodzice; czasami młode z różnych lęgów łączą się w grupy.

## Status i zagrożenia
IUCN uznaje cyraneczkę płową za gatunek najmniejszej troski nieprzerwanie od 1988 (stan w 2020). BirdLife International uznaje trend liczebności populacji za prawdopodobnie wzrostowy.